# Élections générales de 2022 en république serbe de Bosnie
Pour un article plus général, voir Élections générales bosniennes de 2022.
Les élections générales de 2022 en république serbe de Bosnie ont lieu le 2 octobre 2022 afin d'élire le président et l'Assemblée nationale de la république serbe de Bosnie, l'une des entités constitutives de la Bosnie-Herzégovine.
Le scrutin est organisé dans le cadre des élections générales bosniennes. La présidente sortante Željka Cvijanović est éligible pour un second mandat mais ne se représente pas.

## Système électoral

### Élection présidentielle
Le président de la république serbe de Bosnie est élu au scrutin uninominal majoritaire à un tour pour un mandat de quatre ans renouvelable une fois. Les candidats Croates et Bosniaques arrivés en tête deviennent vice présidents pour une même durée.

### Élections législatives
L'Assemblée nationale est le parlement unicaméral de la république serbe de Bosnie. Il est composé de 83 sièges pourvus tous les quatre ans au scrutin proportionnel plurinominal. Sur ce total, 62 députés sont élus dans six circonscription électorale plurinominales tandis que les 21 restants, dits de compensation, sont répartis aux différents partis selon leurs résultats au niveau national pour assurer une meilleure proportionnalité.

## Résultats

### Élection présidentielle
| Candidate              | Candidate              | Party                                        | Votes     | %      |
| ---------------------- | ---------------------- | -------------------------------------------- | --------- | ------ |
|                        | Milorad Dodik          | Alliance des sociaux-démocrates indépendants | 300 180   | 47,09  |
|                        | Jelena Trivić          | Parti du progrès démocratique                | 273 245   | 42,86  |
|                        | Ćamil Duraković        | Sans étiquette                               | 13 760    | 2,16   |
|                        | Senad Bratić           | Parti d'action démocratique                  | 13 680    | 2,15   |
|                        | Jusuf Arifagić         | Pour l'État de BiH                           | 10 467    | 1,64   |
|                        | Autres candidats       | Autres candidats                             | 26 186    | 4,14   |
|                        |                        |                                              |           |        |
| Exprimés               | Exprimés               | Exprimés                                     | 637 518   | 92,21  |
| Nuls                   | Nuls                   | Nuls                                         | 38 939    | 5,63   |
| Blancs                 | Blancs                 | Blancs                                       | 14 981    | 2,17   |
| Total                  | Total                  | Total                                        | 691 743   | 100,00 |
| Inscrits/Participation | Inscrits/Participation | Inscrits/Participation                       | 1 259 322 | 54,93  |